# HFSP Nakasone Award
Der HFSP Nakasone Award for Frontier Research ist eine wissenschaftliche Auszeichnung des Human Frontier Science Program (HFSP), einer 1989 gegründeten Einrichtung von 14 Industrienationen und der Europäischen Union zur Förderung von „Pionierforschung“ (frontier research) im Bereich der Lebenswissenschaften mit Sitz in Straßburg. Die Auszeichnung wurde 2009 anlässlich des 20-jährigen Bestehens der HFSP zu Ehren des japanischen Premierminister Nakasone Yasuhiro ins Leben gerufen für seine Vision der Etablierung des HFSP als eines Programmes zur Förderung internationaler Zusammenarbeit und von Wissenschaftlern in einer frühen Phase ihrer Karriere. Die Auszeichnung wird seit dem Jahr 2010 vergeben. Sie ist mit 10.000 US-Dollar dotiert und wird für wissenschaftliche Leistungen vergeben, die Pioniercharakter haben und zu einem konzeptionellen Durchbruch für die weltweite Forschung geführt haben.

## Preisträger
- 2010 Karl Deisseroth für seine Pionierarbeiten zur Anwendung der Optogenetik als Werkzeug für die neurobiologische Forschung
- 2011 Michael Elowitz für seine Arbeiten zum gene expression noise
- 2012 Gina Turrigiano für ihr Konzept der homöostatischen synaptischen Plastizität (homeostatic synaptic plasticity)
- 2013 Stephen Quake für Pionierarbeiten zum Fortschritt biologischer Messmethoden
- 2014 Uri Alon für seine wegweisenden Arbeiten zu Netzwerk-Motiven (network motifs)
- 2015 James J. Collins für innovative Arbeiten zu synthetischen Gen-Netzwerken und programmierbaren Zellen
- 2016 Emmanuelle Charpentier und Jennifer Doudna für ihre wegweisenden Arbeiten zum CRISPR/Cas-System
- 2017 David Julius für seine Entdeckung der molekularen Grundlagen des Temperaturempfindens bei Tieren
- 2018 Svante Pääbo für seine Beiträge zur Hybridisierung des Menschen mit Neanderthalern und Denisova-Menschen und für die Entwicklung von Techniken zur Paläogenetik
- 2019 Michael N. Hall für die Entdeckung des wichtigen Regulators des Zellwachstums, des mTOR
- 2020 Angelika Amon für die Entdeckung der durch Aneuploidie induzierten Zellveränderungen und deren Beitrag zur Tumorentstehung
- 2021 Anthony Hyman und Clifford Brangwynne für die Entdeckung eines neuen Zustands biologischer Materie, die phasenseparierten Makromolekül-Kondensate
- 2022 Aviv Regev für innovative Methoden der Single-Cell-Genomik; Franz-Ulrich Hartl und Arthur L. Horwich für ihre Beiträge zum Verständnis der Chaperon-vermittelten Proteinfaltung
- 2023 Rotem Sorek für seine grundlegenden Arbeiten zum Immunsystem der Prokaryoten
- 2024 Maiken Nedergaard für ihre Arbeiten zum glymphatischen System und seiner Bedeutung für den Schlaf
- 2025 Jacob Hanna für seine Entwicklung eines Maus-Embryo-Modells aus pluripotenten Stammzellen
- 2026 Erin M. Schuman für ihre Durchbrüche zu Funktion und Plastizität neuronaler Synapsen